# Friedrich Michael (Pfalz-Birkenfeld-Bischweiler)

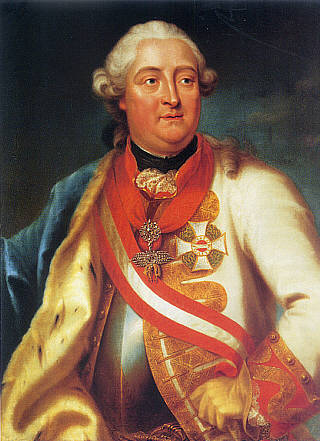
Pfalzgraf Friedrich Michael von Zweibrücken-Birkenfeld (Gemälde von Heinrich Carl Brandt)

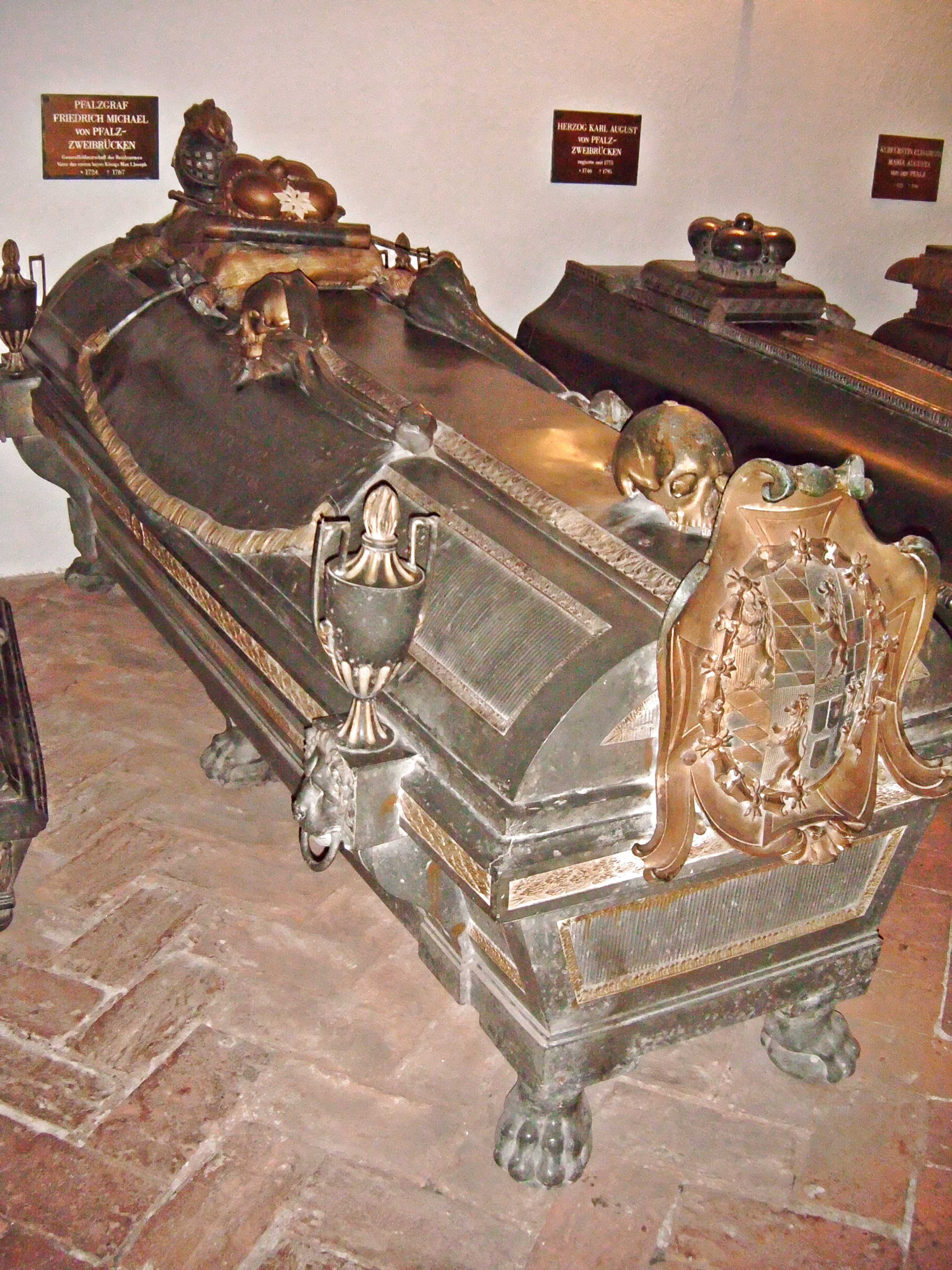
Sarkophag in der St.-Michaels-Kirche München

Friedrich Michael von Pfalz-Zweibrücken-Birkenfeld (* 27. Februar 1724 in Rappoltsweiler; † 15. August 1767 in Schwetzingen) war Pfalzgraf von Pfalz-Birkenfeld-Bischweiler-Rappoltstein. Er wurde zum Stammvater der bayerischen Könige. Er war seit 1758 Feldmarschall der Kaiserlichen Armee und vom 17. März 1760 bis April 1761 vom Regensburger Reichstag ernannter katholischer Reichs-Generalfeldmarschall der Reichsarmee.

## Leben
Friedrich Michael war ein Sohn des Pfalzgrafen und Herzogs Christian III. von Pfalz-Zweibrücken (1674–1735) aus dessen Ehe mit Karoline (1704–1774), Tochter des Grafen Ludwig Kraft von Nassau-Saarbrücken.
Er galt als einer der bestaussehenden Männer seiner Zeit und war einer der Liebhaber seiner Schwägerin, Kurfürstin Elisabeth Auguste.
Sein älterer Bruder Christian IV. war seit 1735 Herzog von Pfalz-Zweibrücken. Friedrich Michael als zweitgeborener Sohn begann eine Militärlaufbahn in französischen Diensten und bekleidete bereits 18-jährig den Rang eines Maréchal de camp und wurde später französischer Generalleutnant. Gemeinsam kämpfte er mit Marschall Belle-Isle 1742 bei der Belagerung von Prag. Am 27. November 1746 konvertierte Friedrich Michael vom protestantischen Glauben zum Katholizismus. 1751 besuchte er Rom und wurde von Papst Benedikt XIV. gefirmt. Dieser riet ihm, seinem Taufnamen Friedrich den Namen des Erzengels Michael hinzuzufügen, was der Prinz ab diesem Zeitpunkt tat.
Friedrich Michael war seit Februar 1746 kurpfälzischer Generalfeldmarschall, Gouverneur von Mannheim und schließlich 1758 als Feldmarschall der Kaiserlichen Armee im Siebenjährigen Krieg gegen Friedrich den Großen. Nach der Schlacht bei Roßbach gelang es ihm, die geschlagene kaiserliche Armee wieder aufzubauen, wofür er das Großkreuz des Militär-Maria-Theresia-Ordens erhielt. Im Herbst 1758 drang er in Sachsen ein, nahm die Festung Sonnenstein und belagerte Leipzig. Im Jahr danach, seit März 1760 Reichs-Generalfeldmarschall, wurden Leipzig, Torgau, Wittenberg und Dresden erobert. Er sicherte Feldmarschall Daun im Gefecht von Maxen und kämpfte siegreich im Gefecht bei Oschatz. Am 27. April 1761 trat er von seinem Posten zurück und übergab in Bamberg die Reichstruppen an Feldmarschall Johann von Serbelloni, der mit dem Interims-Kommando der Reichsarmee betraut wurde (vom 26. April 1762 bis Mai 1763 hatte dann Johann Sigismund Macquire von Inniskillen das Interims-Kommando der Reichsarmee inne).
Sein Bruder Christian übernahm auch die Erziehung von Friedrichs Söhnen Karl II. August und Max Joseph, da Friedrich nach dem Siebenjährigen Krieg nicht zurückkehrte, sondern in österreichischen Diensten geblieben war. Nach dem Frieden von Hubertusburg erhielt Friedrich Michael das Generalkommando in Böhmen und wurde später Präsident der Geheimen Militärkonferenz. Nach der Aufgabe dieser Ämter lebte Friedrich Michael, der große Teile seines Lebens in Mannheim zugebracht hatte, zurückgezogen am pfälzischen Hof. Er starb 43-jährig; die Beisetzung erfolgte in der Karmeliterkirche Heidelberg, nach Aufhebung des Klosters überführte man den Sarg 1805 in die St.-Michaels-Kirche zu München.
Friedrich Michael war Mitglied der Freimaurerloge Carl zur Eintracht in Mannheim.

## Ehe und Nachkommen
Friedrich Michael heiratete 1746 in München Maria Franziska von Pfalz-Sulzbach (1724–1794), Tochter des kurpfälzischen Erbprinzen Joseph Karl Emanuel. Sie hatten folgende Kinder:
- Karl II. August Christian (1746–1795), Pfalzgraf und Herzog von Pfalz-Zweibrücken

⚭ 1774 Prinzessin Marie Amalie von Sachsen (1757–1831)
- Klemens August Joseph Friedrich (1749–1750)
- Maria Amalie Auguste (1752–1828)

⚭ 1769 König Friedrich August I. von Sachsen (1750–1827)
- Maria Anna (1753–1824)

⚭ 1780 Herzog Wilhelm in Bayern (1752–1837)
- Maximilian I. (IV.) Joseph (1756–1825), Herzog von Pfalz-Zweibrücken, Kurfürst zu Pfalzbayern, König von Bayern

⚭ 1. 1785 Prinzessin Auguste von Hessen-Darmstadt (1765–1796)
⚭ 2. 1797 Prinzessin Karoline Friederike Wilhelmine von Baden (1776–1841)
aus einer Verbindung mit Louise Chaveau ging ein außerehelich geborener Sohn hervor:
- Carl Friedrich Stephan (1767–1834), Freiherr von Schönfeld (seit 1813), Graf von Otting und Fünfstetten (seit 1817)

⚭ 1. 1792 Luise Magdalene Wilhelmine von Porubsky (1766–1799)
⚭ 2. 1809 Wilhelmine Luise Camilla, Marquise de Montperny (1788–1874)
Alle heute lebenden Wittelsbacher stammen von Friedrich Michael ab.

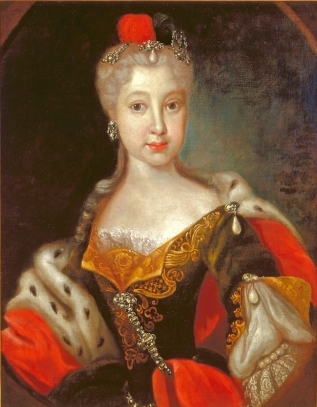
Ehefrau Maria Franziska von Pfalz-Sulzbach.
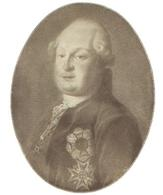
Ältester Sohn Karl II. August Christian (Pfalz-Birkenfeld-Bischweiler-Rappoltstein), früh verstorbener Erbe, dann wurde Bruder Max König von Bayern
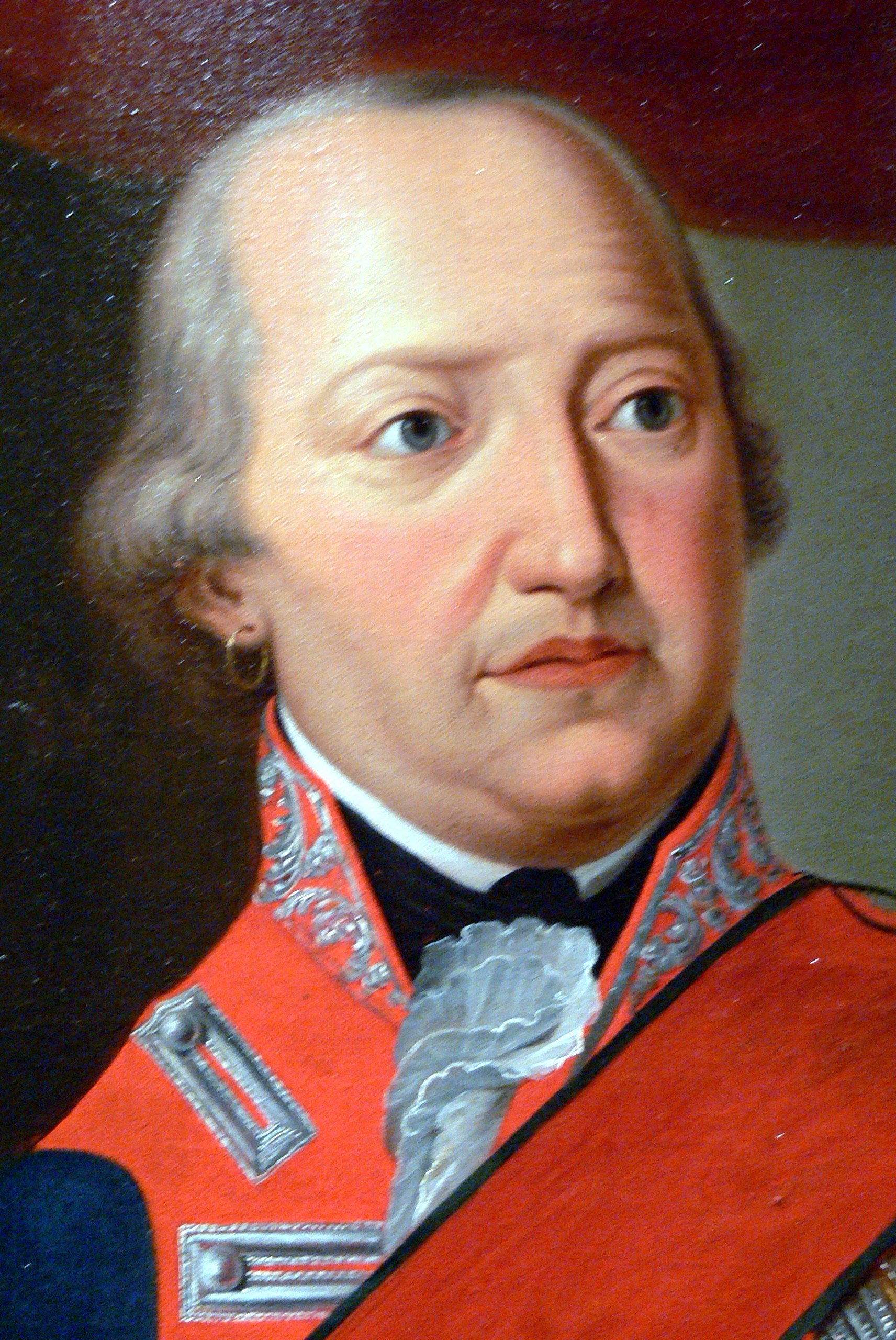
Sein jüngerer Sohn, der spätere König Max I. Joseph von Bayern (1756–1825)
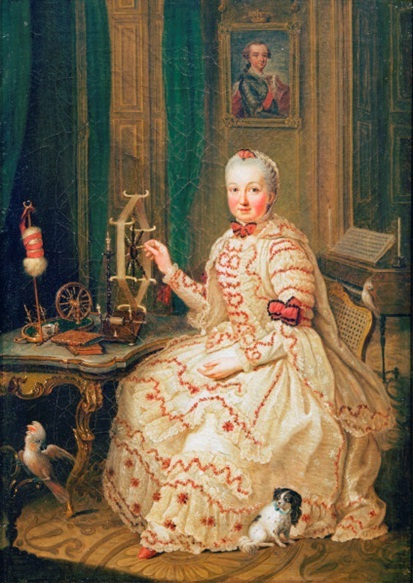
Seine Schwägerin und Geliebte Elisabeth Auguste von Pfalz-Sulzbach, spätere Kurfürstin (1721–1794)
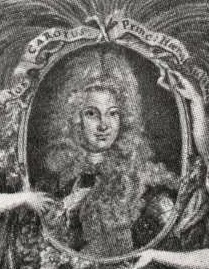
Sein Schwiegervater Erbprinz Joseph Karl von Pfalz-Sulzbach (1694–1729), Nebenlinie des Hauses Pfalz-Neuburg, die die Kurfürsten der Pfalz stellten
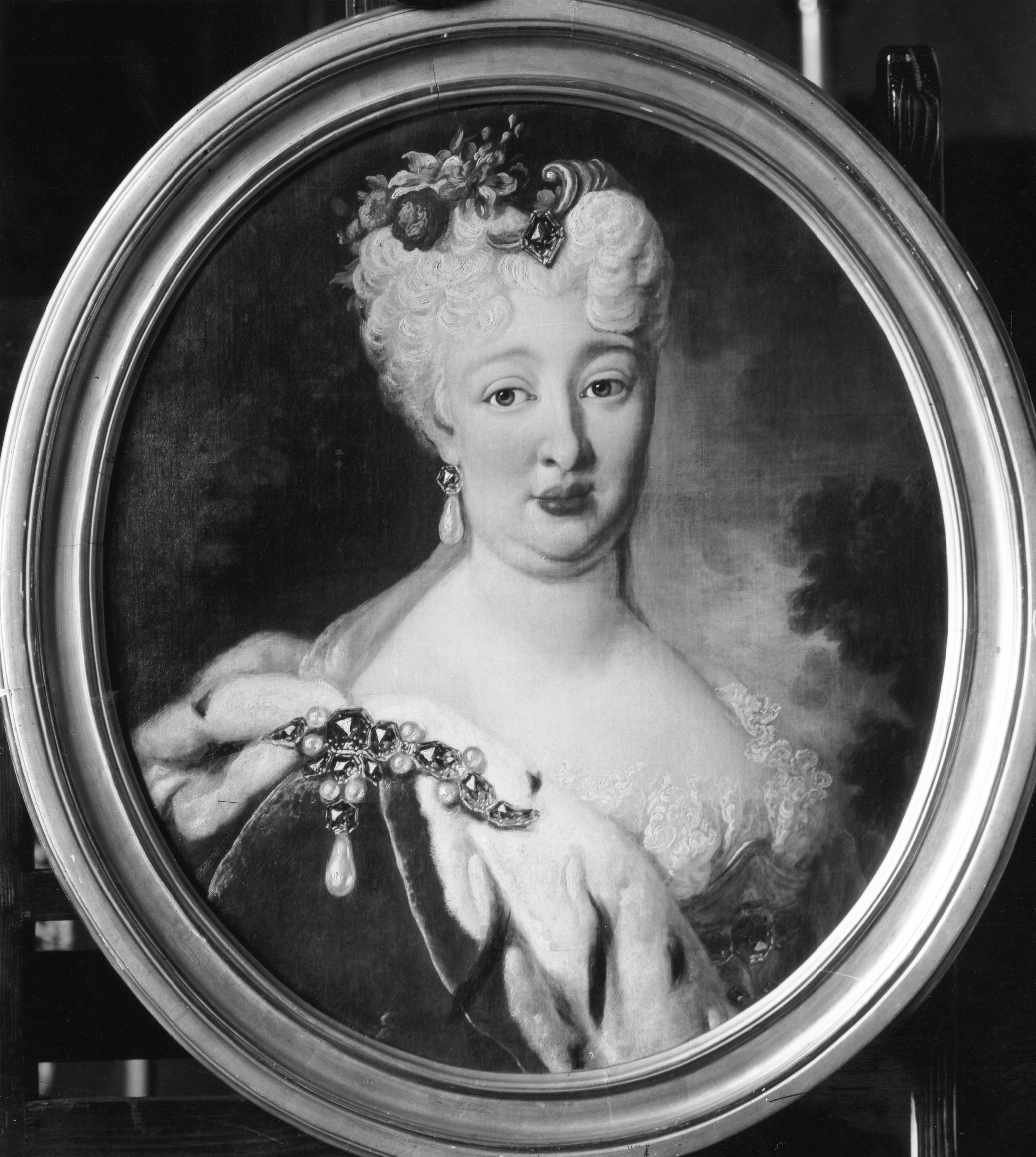
Seine Schwiegermutter Elisabeth Auguste Sofie von der Pfalz (1693–1728), Tochter des pfälzischen Kurfürsten Karl III. Philipp aus der Linie Pfalz-Neuburg
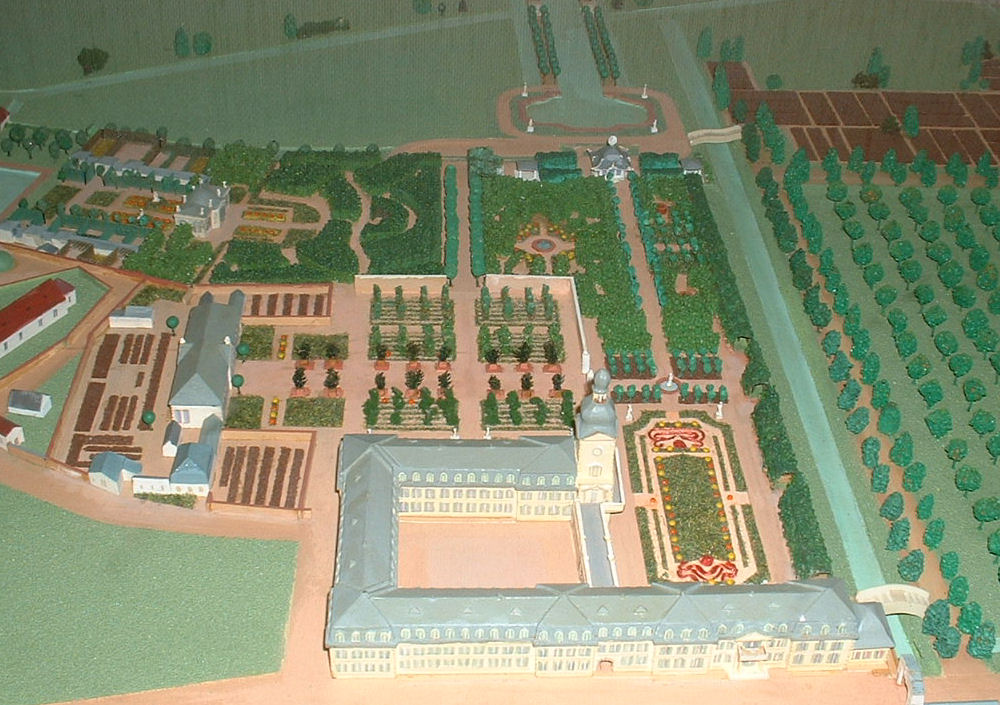
Schloss Oggersheim 1767 vom Kurfürst Carl Theodor für Elisabeth Auguste gekauft (1794 zerstört)
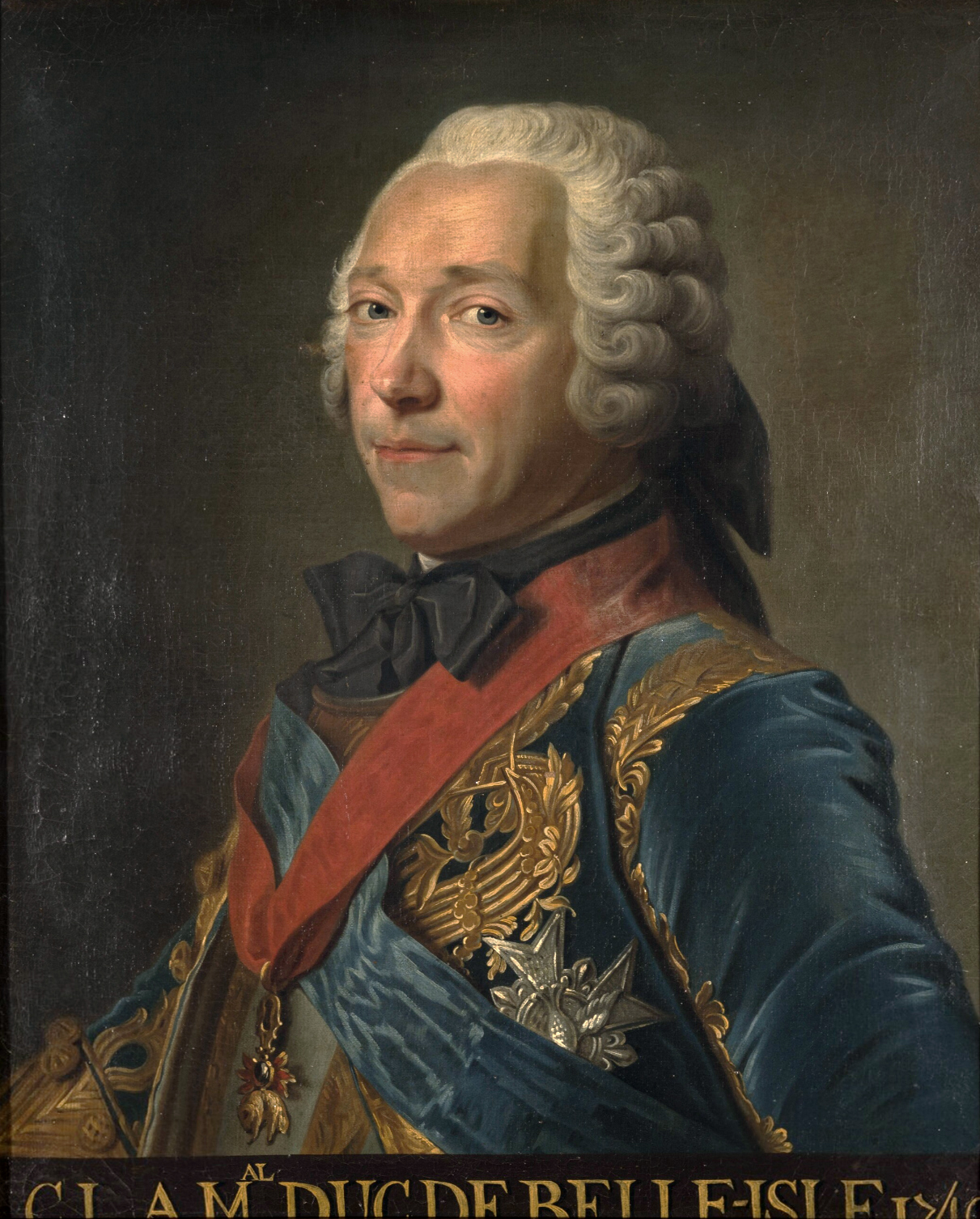
Charles Louis Auguste Fouquet, Herzog von Gisors, genannt von Belle-Isle, (1684–1761) französischer General und Minister, Marschall von Frankreich, eingeschworener Gegner Österreichs
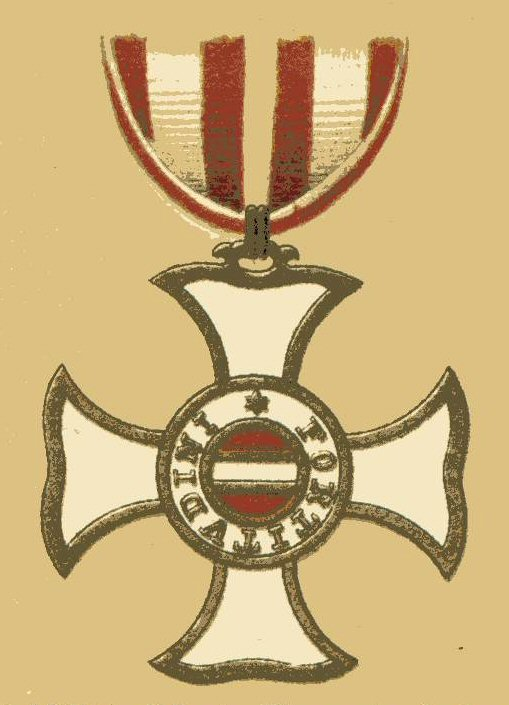
Der Militär-Maria-Theresien-Orden durch Maria Theresia als erster österreichischer Militärorden gestiftet. Er war die höchste Tapferkeitsauszeichnung des Landes.